# Deutsche Nationalsozialistische Arbeiterpartei (Tschechoslowakei)
Die Deutsche Nationalsozialistische Arbeiterpartei (DNSAP; tschechisch Německá národně socialistická strana dělnická) war eine radikal völkische, antikapitalistische, antimarxistische und antisemitische Partei der deutschen Minderheit in der Ersten Tschechoslowakischen Republik.
Sie entstand im Mai 1918 durch Umbenennung aus der Deutschen Arbeiterpartei (DAP), die in Österreich-Ungarn sowohl im österreichischen Kernland als auch unter der deutschen Minderheit in den tschechischen Ländern aktiv war. Nach dem Zerfall der Habsburgermonarchie spaltete sie sich 1919 in einen österreichischen und einen tschechoslowakischen Zweig. Diese betrachteten sich zwar als Schwesterparteien, waren aber organisatorisch selbstständig. Ab 1920 gab es auch eine Kooperation mit der NSDAP in der Weimarer Republik. Die DNSAP in der Tschechoslowakei entwickelte sich zu einer faschistischen Bewegung, die sich zunehmend am deutschen Nationalsozialismus orientierte. Im September 1933 löste sie sich auf, um einem Verbot zuvorzukommen, das am 7. Oktober 1933 erging.

## Geschichte

### Gründung der DNSAP

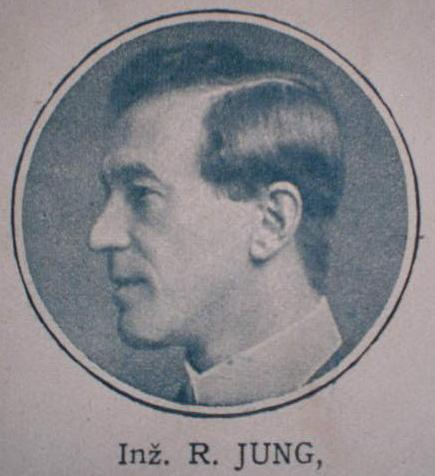
Rudolf Jung (ca. 1921)

Die 1903 gegründete DAP war eng mit der völkischen Gewerkschaftsbewegung in Böhmen und Mähren verbunden und hatte ein antikapitalistisches, antimarxistisches, sozialstaatliches, national-völkisches und antisemitisches Programm. Auf einem Reichsparteitag in Wien am 4. und 5. Mai 1918 wurde die Umbenennung zur Deutschen Nationalsozialistischen Arbeiterpartei beschlossen. Deren Programm war im Wesentlichen von dem mährischen Ingenieur Rudolf Jung verfasst worden und forderte unter anderem eine „Zusammenfassung des gesamten deutschen Siedlungsgebietes in Europa zum sozialen deutschen Reiche“, den energischen Schutz des Auslandsdeutschtums sowie die gesetzliche Einführung der deutschen Staatssprache. Die Gegnerschaft der alten DAP gegenüber der tschechischen Arbeiterschaft und ausländischen Arbeitskräften im Allgemeinen sowie gegenüber Finanzkapital, Juden und Marxismus wurde fortgesetzt. Erstmals wurde aber auch demokratischer Pluralismus abgelehnt.
Nach dem Zusammenbruch der Donaumonarchie wandte sich Hans Knirsch, einer der beiden verbliebenen Abgeordneten der DNSAP, am 11. November 1918 im Namen der „DNSAP Deutsch-Böhmens“ direkt an den deutschen Reichskanzler und forderte die Teilnahme der Deutschböhmen und Deutschmährer an der Wahl zur verfassungsgebenden Nationalversammlung, um die sudetendeutschen Gebiete direkt an Deutschland anzuschließen. Ein solches Vorhaben war allerdings aussichtslos. Die sudetendeutschen Gebiete wurden letztlich vom österreichischen Staat abgetrennt und der neu gegründeten Tschechoslowakei zugeordnet, was der Vertrag von Saint-Germain bestätigte. Parteiobmann war zu diesem Zeitpunkt Hans Knirsch.

### Tschechoslowakischer Zweig
Am 16. November 1919 gründete sich der böhmisch-mährische Zweig der DNSAP unter der Führung von Knirsch, Jung und Hans Krebs als unabhängige Organisation neu. Damit stand die DNSAP vor dem Problem, dass nicht nur Ideologien und Strukturen auseinanderzulaufen drohten, zumal sich die Partei im Sudetengebiet stärker auf Industriearbeiter konzentrierte, in Österreich jedoch eher eine Beamtenpartei mit zudem unterentwickelter Organisation war. Hinzu kamen inhaltliche Differenzen.
Jung veröffentlichte 1919 auch die programmatische Schrift Der nationale Sozialismus, die als erster theoretischer Leitfaden des Nationalsozialismus überhaupt gilt. Er machte darin den Antisemitismus neben dem Antimarxismus zur zweiten tragenden Säule der Partei und propagierte an Stelle der Demokratie einen charismatischen Führerstaat. Nichtsdestoweniger entwickelte sich die DNSAP aus ihrer eigenen radikaldemokratischen Tradition und der kollektiven Leitung durch mehrere Führer. So wurde das Führerprinzip in der Partei abgelehnt. Innerparteiliche Entscheidungsprozesse erfolgten nach demokratischem Muster. Die DNSAP arrangierte sich auch mit dem Pluralismus der Tschechoslowakei. Seit dem im November 1919 auf dem Parteitag von Dux verabschiedeten Programm verzichtete sie auf großdeutsche „Anschluß“-Vorstellungen und setzte sich für nationale Kulturautonomie bzw. später nationale Gebietsautonomie ein. Solche Forderungen waren freilich nicht zuletzt der politischen Taktik geschuldet. Offener sudetendeutscher Irredentismus wurde vermieden, um nicht Gefahr zu laufen, als Partei verboten zu werden. Der Propagierung großdeutscher und antisemitischer Gedanken bei Auftritten im Deutschen Reich und in der Provinz tat dies keinen Abbruch.
In einem Wahlbündnis mit der Deutschen Nationalpartei (DNP) errang die DNSAP bei den Parlamentswahlen 1920 etwa 5,5 % der Stimmen und entsandte fünf Abgeordnete ins tschechoslowakische Abgeordnetenhaus. 1925 erhielt sie sieben Mandate im Abgeordnetenhaus und drei im Senat, 1929 acht Abgeordnete und vier Senatoren. Grundlinien ihrer praktischen Politik waren ein berufsständisch-genossenschaftlicher Wirtschaftsaufbau, eine Bodenreform, eine demokratisch-föderative Staatspolitik und gemäßigter Antisemitismus.

### Zuwendung zum Faschismus
Während sich die DNSAP während der 1920er Jahre unter Jungs Führung im Parlament bemühte, im Rahmen der tschechoslowakischen Demokratie als parlamentarische Partei zu fungieren, erhielt die Partei wachsenden Zulauf neuer, junger Parteimitglieder. Damit ging eine Radikalisierung einher, die vor allem durch Hans Krebs, Mitglied der Reichsparteileitung, Abgeordneter und DNSAP-Hauptgeschäftsführer, vorangetrieben wurde. Neben den beiden Vorsitzenden, Hans Knirsch und Rudolf Jung, war er der führende Parteifunktionär der DNSAP und richtete die Partei am Vorbild der NSDAP aus. Bereits 1920 hatten sowohl Rudolf Jung als auch Alexander Schilling vom österreichischen Zweig der DNSAP Kontakt zur Deutschen Arbeiterpartei (DAP) Anton Drexlers in München aufgenommen. Im August 1920 hielten deutsche, österreichische und sudetendeutsche Nationalsozialisten eine erste „zwischenstaatliche Tagung“ in Salzburg ab. Drexler trat 1922 als Gastredner bei der DNSAP auf. Knirsch besuchte Adolf Hitler während dessen Festungshaft in Landsberg am Lech und trat, wie auch Jung und Krebs, als Redner bei Parteiveranstaltungen der NSDAP auf. Der Unterschied zur NSDAP bestand vor allem darin, dass die DNSAP zumindest nach außen lange Zeit den Charakter einer demokratischen Partei wahrte. Auch stützte sie sich stärker auf die Arbeiterschicht als die NSDAP.
Bald kopierte die DNSAP die Parteiformationen der NSDAP und gründete den Nationalsozialistischen Jugendverband (entsprechend der Hitlerjugend), den Deutschen Nationalsozialistischen Studentenbund (entsprechend NS-Studentenbund) und den Volkssportverband (entsprechend der SA) einschließlich der Uniformen, Symbole und Insignien. Diese Formationen waren ideologisch und politisch stärker auf Hitler und das „Reich“ ausgerichtet als die eigene Parteiführung. Sie waren nach dem Führerprinzip streng hierarchisch organisiert und verfolgten irredentistische Ziele.
Während der Weltwirtschaftskrise erhielt die DNSAP erheblichen Zulauf. War die Mitgliederzahl mit 24.000 Mitgliedern 1925 bis Anfang 1930 mit ca. 30.000 Mitgliedern einigermaßen konstant geblieben, so konnte die DNSAP ihre Mitgliederzahl bis 1932 auf 100.000 steigern und einige Erfolge bei Kommunalwahlen erringen.

### Verfolgung, Auflösung und Verbot

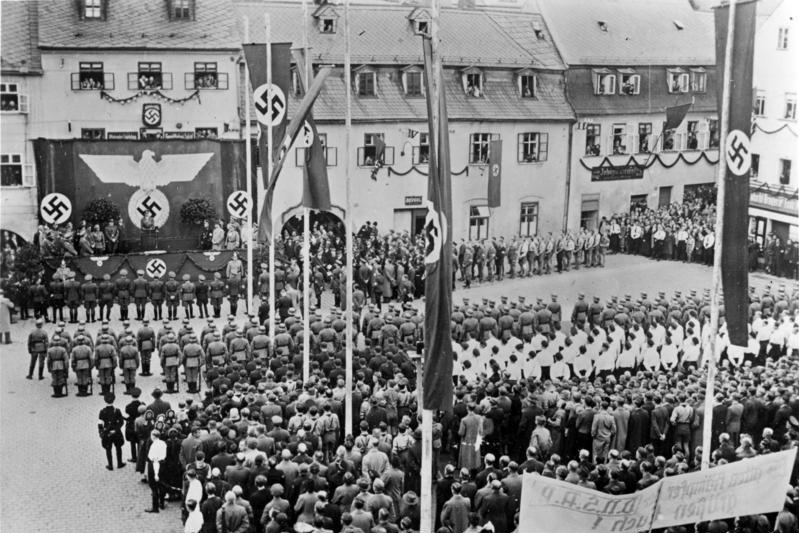
Eger 1938: Ein Banner mit dem Schriftzug „DNSAP“ wird gezeigt

Die tschechoslowakischen Behörden hingegen verstärkten die Überwachung der DNSAP. Am 29. Februar 1932 ordnete der tschechoslowakische Innenminister die Auflösung des Volkssports an. Führende Funktionäre wurden verhaftet und im „Volkssportprozeß“ wegen Verstößen gegen das Gesetz zum Schutz der Republik angeklagt. Zwar wurden keine konkreten irredentistischen Handlungen nachgewiesen, doch folgerte das Gericht aus den vielfältigen personellen und organisatorischen Kontakten, dass die DNSAP zur nationalsozialistischen Bewegung gehöre und die DNSAP-Formationen des „Anschlages auf die Republik“ schuldig seien. Es ergingen Urteile zu Gefängnisstrafen zwischen ein und drei Jahren. Am 23. Februar 1933 hob das tschechoslowakische Parlament die Immunität der DNSAP-Abgeordneten Hans Krebs, Junge, Leo Schubert und Rudolf Kasper auf. In den kommenden Monaten erwartete die Parteiführung ständig das Parteiverbot. Als sich die Bestätigung des Urteils aus dem „Volkssportprozeß“ abzeichnete, löste sich die DNSAP am 28. September 1933 selbst auf. Hans Krebs und Karl Viererbl, einige Monate später auch Rudolf Jung, flüchteten nach Deutschland. Am 7. Oktober wurde die DNSAP offiziell verboten. Die Mandatsträger der DNSAP verloren ihre Ämter.
Zur neuen politischen Heimat auch der Anhänger der DNSAP wurde die am 1. Oktober 1933 unter der Führung von Konrad Henlein gegründete Sudetendeutsche Partei.

### Sekundärliteratur
- Michael Wladika: Hitlers Vätergeneration. Die Ursprünge des Nationalsozialismus in der k.u.k. Monarchie. Böhlau, Wien u. a. 2005, ISBN 3-205-77337-3, insbesondere 4. Teil, Kapitel 3: Die DNSAP, S. 577–621.
- Andreas Luh: Die Deutsche Nationalsozialistische Arbeiterpartei im Sudetenland. Völkische Arbeiterpartei und faschistische Bewegung. In: Bohemia 32, 1991, ISSN 0523-8587, S. 23–38.
- Ronald M. Smelser: Hitler and the DNSAP. Between Democracy and Gleichschaltung. In: Bohemia 20, 1979, ISSN 0523-8587, S. 137–155.
- Ronald M. Smelser: Nazis without Hitler. The DNSAP and the first Czechoslovak Republic. In: East Central Europe 4, 1977, ISSN 0094-3037, S. 1–19.

### Eigendarstellungen
- Rudolf Jung: Der nationale Sozialismus. Seine Grundlagen, sein Werdegang und seine Ziele. 2. vollständig umgearbeitete Auflage. Deutscher Volksverlag Boepple, München 1922.
- Hans Knirsch: Geschichte der DNSAP (1933)